# Marco Ferrante (calciatore)
Marco Ferrante (Velletri, 4 febbraio 1971) è un dirigente sportivo, procuratore sportivo ed ex calciatore italiano, di ruolo attaccante. Dal 20 giugno 2025 è il nuovo direttore generale dell’Ischia Calcio.
Con 125 gol totali con la maglia del Torino si trova al 5º posto della classifica dei marcatori del club torinese dietro a Guglielmo Gabetto (127) e davanti a Valentino Mazzola (123).
Era solito festeggiare un gol portandosi le dita accanto alle tempie, in assonanza alla figura del toro, esultanza nata negli anni di permanenza al Torino.

## Carriera

### Club

#### Gli esordi

Ferrante in azione al Pisa nel 1991

Di origini napoletane e cresciuto nel Napoli capitanato da Diego Armando Maradona, esordì in Serie A il 25 giugno 1989 nella gara contro il Como; in quella stessa stagione, seppur non scendendo mai in campo nel torneo, fece parte della rosa che vinse la Coppa UEFA. L'anno successivo, in cui la squadra partenopea vinse il suo secondo scudetto, non disputò alcuna partita di campionato venendo solo convocato in varie partite di A e di coppa; giocò poi per due stagioni in Serie B, dapprima con la Reggiana e poi con il Pisa, mettendosi in evidenza con i toscani nelle cui file realizzò 13 reti nel campionato cadetto 1991-1992.
Tornato al Napoli nell'estate seguente, nel novembre 1992 passò in compartecipazione al Parma. Nella stagione successiva il Napoli cedette la sua metà del cartellino al Piacenza, neopromosso in Serie A, e successivamente passò in B dapprima al Perugia e poi alla Salernitana, mettendo a segno un massimo stagionale di 6 reti.

#### Il Torino e la parentesi all'Inter
La svolta della sua carriera avvenne nel 1996, con il passaggio al Torino. Nel campionato 1998-1999 mise a segno 27 reti, con cui fu capocannoniere della serie cadetta (stabilendo il record di gol in B in una sola stagione dal secondo dopoguerra, poi battuto da Luca Toni) e contribuì alla promozione in Serie A. Nella stagione 1999-2000 segnò 18 reti in massima categoria, insufficienti a evitare la retrocessione, e nel gennaio 2001 passò in prestito all'Inter. Con i nerazzurri scese in campo 11 volte mettendo a segno un solo gol, contro l'Udinese.
Tornato tra i granata, vi giocò ancora fino al 2004, totalizzando 235 gare di campionato e 114 reti, che lo fecero diventare il quinto bomber del Torino di tutti i tempi, dietro a Paolo Pulici con 134 reti e davanti a Francesco Graziani con 97.

#### Gli ultimi anni
Terminata l'esperienza torinista, passò al Catania, dove giocò metà campionato prima di essere ceduto al Bologna: in Emilia venne impiegato poco da Carlo Mazzone e non riuscì a evitare la retrocessione in Serie B. Disputò la sua ultima stagione in massima serie all'Ascoli, mettendo a segno 8 reti. Chiuse la carriera nella stagione 2006-2007, che lo vide impegnato per metà con il Pescara e poi con il Verona, che non salvò dalla retrocessione in Serie C1.

### Nazionale
Nel 1992 entrò nel giro della Nazionale Under-21, disputando una gara amichevole contro l'Egitto; venne poi convocato per i Giochi olimpici di Barcellona, ma in tale torneo non venne mai impiegato.

### Dopo il ritiro
Terminata la carriera agonistica, è diventato procuratore di calciatori. Nella stagione 2010-2011 entra nello staff del Monza come collaboratore tecnico.
Nel settembre 2012 inizia il corso da direttore sportivo a Coverciano. Il 17 giugno 2019 viene annunciato come nuovo direttore generale del Messina. Il 6 gennaio 2021 viene nominato nuovo direttore tecnico del Savoia.
Nella stagione 2022-2023 entra a far parte dello staff dirigenziale del Albenga, nel campionato di Eccellenza ligure; dal 20 febbraio 2023 diventa direttore sportivo della stessa società, proseguendo il suo ruolo in veste di direttore dell'area tecnica anche nella stagione 2023-2024 in Serie D. Si dimette dalla carica il 2 gennaio 2024 lasciando il club ingauno per divergenze con la proprietà.
Il successivo 25 marzo diventa responsabile dell'area tecnica del Chieri, sempre in Serie D. Il 23 ottobre 2024 la società piemontese comunica il suo esonero.
Il 21 giugno 2025 diventa il D.G. dell'Ischia.

## Statistiche

### Presenze e reti nei club
| Stagione        | Squadra         | Campionato      | Campionato | Campionato | Coppa nazionale | Coppa nazionale | Coppa nazionale | Coppe europee | Coppe europee | Coppe europee | Altre coppe | Altre coppe | Altre coppe | Totale | Totale |
| Stagione        | Squadra         | Comp            | Pres       | Reti       | Comp            | Pres            | Reti            | Comp          | Pres          | Reti          | Comp        | Pres        | Reti        | Pres   | Reti   |
| --------------- | --------------- | --------------- | ---------- | ---------- | --------------- | --------------- | --------------- | ------------- | ------------- | ------------- | ----------- | ----------- | ----------- | ------ | ------ |
| 1988-1989       | Napoli          | A               | 1          | 0          | CI              | -               | -               | CU            | -             | -             | -           | -           | -           | 1      | 0      |
| 1989-1990       | Napoli          | A               | 0          | 0          | CI              | 0               | 0               | CU            | 0             | 0             | -           | -           | -           | 0      | 0      |
| 1990-1991       | Reggiana        | B               | 25         | 5          | CI              | 3               | 0               | -             | -             | -             | -           | -           | -           | 28     | 5      |
| 1991-1992       | Pisa            | B               | 37         | 13         | CI              | 6               | 3               | -             | -             | -             | -           | -           | -           | 43     | 16     |
| ago.-nov. 1992  | Napoli          | A               | 4          | 0          | CI              | 2               | 1               | CU            | 0             | 0             | -           | -           | -           | 6      | 1      |
| Totale Napoli   | Totale Napoli   | Totale Napoli   | 5          | 0          |                 | 2               | 1               |               | 0             | 0             |             | -           | -           | 7      | 1      |
| nov. 1992-1993  | Parma           | A               | 11         | 0          | CI              | 1               | 0               | CdC           | 0             | 0             | SI          | -           | -           | 12     | 0      |
| 1993-1994       | Piacenza        | A               | 26         | 4          | CI              | 4               | 1               | -             | -             | -             | -           | -           | -           | 30     | 5      |
| 1994-1995       | Perugia         | B               | 33         | 3          | CI              | 3               | 1               | -             | -             | -             | -           | -           | -           | 36     | 4      |
| 1995-1996       | Salernitana     | B               | 30         | 6          | CI              | -               | -               | -             | -             | -             | -           | -           | -           | 30     | 6      |
| 1996-1997       | Torino          | B               | 29         | 13         | CI              | 0               | 0               | -             | -             | -             | -           | -           | -           | 29     | 13     |
| 1997-1998       | Torino          | B               | 37+1       | 18+1       | CI              | 4               | 4               | -             | -             | -             | -           | -           | -           | 42     | 23     |
| 1998-1999       | Torino          | B               | 36         | 26         | CI              | 4               | 4               | -             | -             | -             | -           | -           | -           | 40     | 30     |
| 1999-2000       | Torino          | A               | 30         | 18         | CI              | 0               | 0               | -             | -             | -             | -           | -           | -           | 30     | 18     |
| 2000-gen. 2001  | Torino          | B               | 15         | 8          | CI              | 4               | 0               | -             | -             | -             | -           | -           | -           | 19     | 8      |
| gen.-giu. 2001  | Inter           | A               | 11         | 1          | CI              | -               | -               | CU            | -             | -             | SI          | -           | -           | 11     | 1      |
| 2001-2002       | Torino          | A               | 28         | 10         | CI              | 1               | 1               | -             | -             | -             | -           | -           | -           | 29     | 11     |
| 2002-2003       | Torino          | A               | 29         | 6          | CI              | 2               | 0               | Int.          | 2             | 1             | -           | -           | -           | 33     | 7      |
| 2003-2004       | Torino          | B               | 29         | 13         | CI              | 1               | 0               | -             | -             | -             | -           | -           | -           | 30     | 13     |
| Totale Torino   | Totale Torino   | Totale Torino   | 233+1      | 112+1      |                 | 16              | 9               |               | 2             | 1             |             | -           | -           | 252    | 123    |
| 2004-gen. 2005  | Catania         | B               | 19         | 5          | CI              | 2               | 2               | -             | -             | -             | -           | -           | -           | 21     | 7      |
| gen.-giu. 2005  | Bologna         | A               | 6+1        | 0          | CI              | -               | -               | -             | -             | -             | -           | -           | -           | 7      | 0      |
| 2005-2006       | Ascoli          | A               | 26         | 8          | CI              | 1               | 1               | -             | -             | -             | -           | -           | -           | 27     | 9      |
| 2006-gen. 2007  | Pescara         | B               | 15         | 1          | CI              | 0               | 0               | -             | -             | -             | -           | -           | -           | 15     | 1      |
| gen.-giu. 2007  | Verona          | B               | 19+1       | 3          | CI              | -               | -               | -             | -             | -             | -           | -           | -           | 20     | 3      |
| Totale carriera | Totale carriera | Totale carriera | 500        | 210        |                 | 38              | 18              |               | 2             | 1             |             | -           | -           | 540    | 229    |

## Palmarès

### Club

#### Competizioni nazionali
- Campionato italiano: 1

Napoli: 1989-1990

#### Competizioni internazionali
- Coppa UEFA: 1

Napoli: 1988-1989
- Coppa delle Coppe: 1

Parma: 1992-1993

### Individuale
- Capocannoniere della Serie B: 1

1998-1999 (26 gol)